# Mesargus brevita
Mesargus brevita är en insektsart som beskrevs av Cai och Shen 1999. Mesargus brevita ingår i släktet Mesargus och familjen dvärgstritar. Inga underarter finns listade i Catalogue of Life.